# Бонуа
Бонуа́ (фр. Bonoua) — город на юго-востоке Кот-д’Ивуара, на территории области Сюд-Комоэ. Входит в состав департамента Гран-Басам.

## Географическое положение
Город находится в юго-западной части области, на левом берегу реки Комоэ, на расстоянии приблизительно 250 километров к юго-востоку от столицы страны Ямусукро. Абсолютная высота — 74 метра над уровнем моря.

## Население
По данным переписи 1988 года численность населения города составляла 21 154 человек.
Динамика численности населения города по годам:
| 1975   | 1988   | 2013   |
| ------ | ------ | ------ |
| 17 421 | 21 154 | 45 737 |

## Транспорт
Ближайший аэропорт расположен в городе Абиджан.